# Jequié
Jequié és un municipi de l'Estat de Bahia al Brasil. Està situat a 365 km de Salvador, al sud-oest de Bahia.

## Algunes imatges

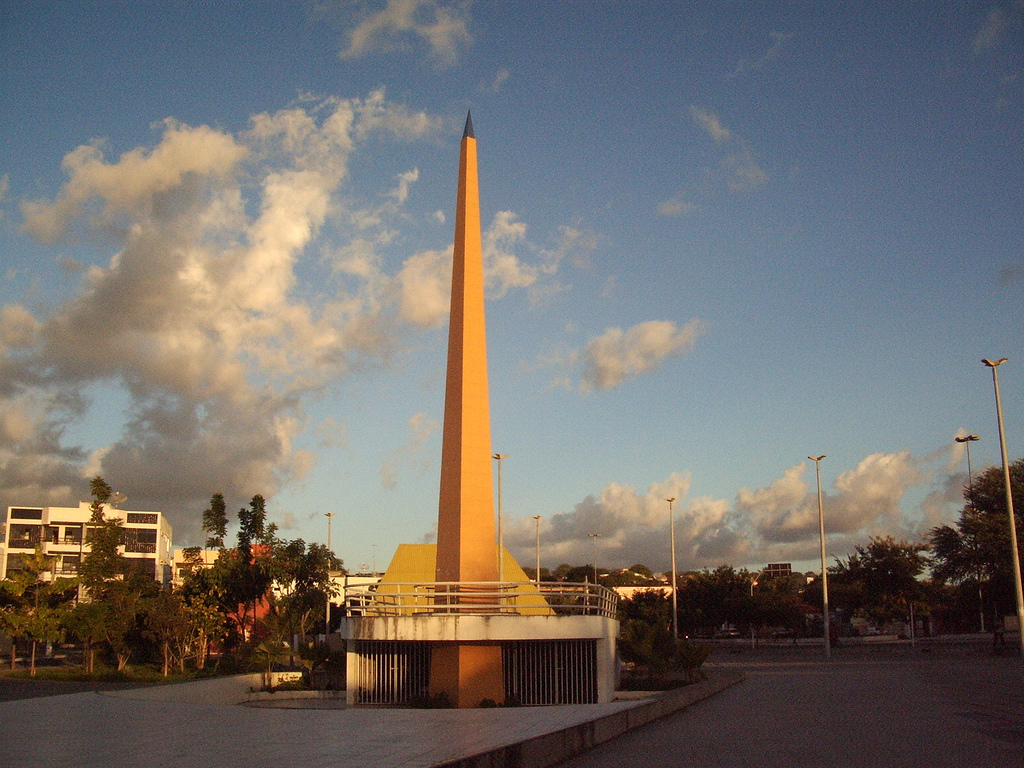
Plaça d'Ademar Nunes Vieira, coneguda com a "Plaça de la bíblia", al barri de Jequiezinho.
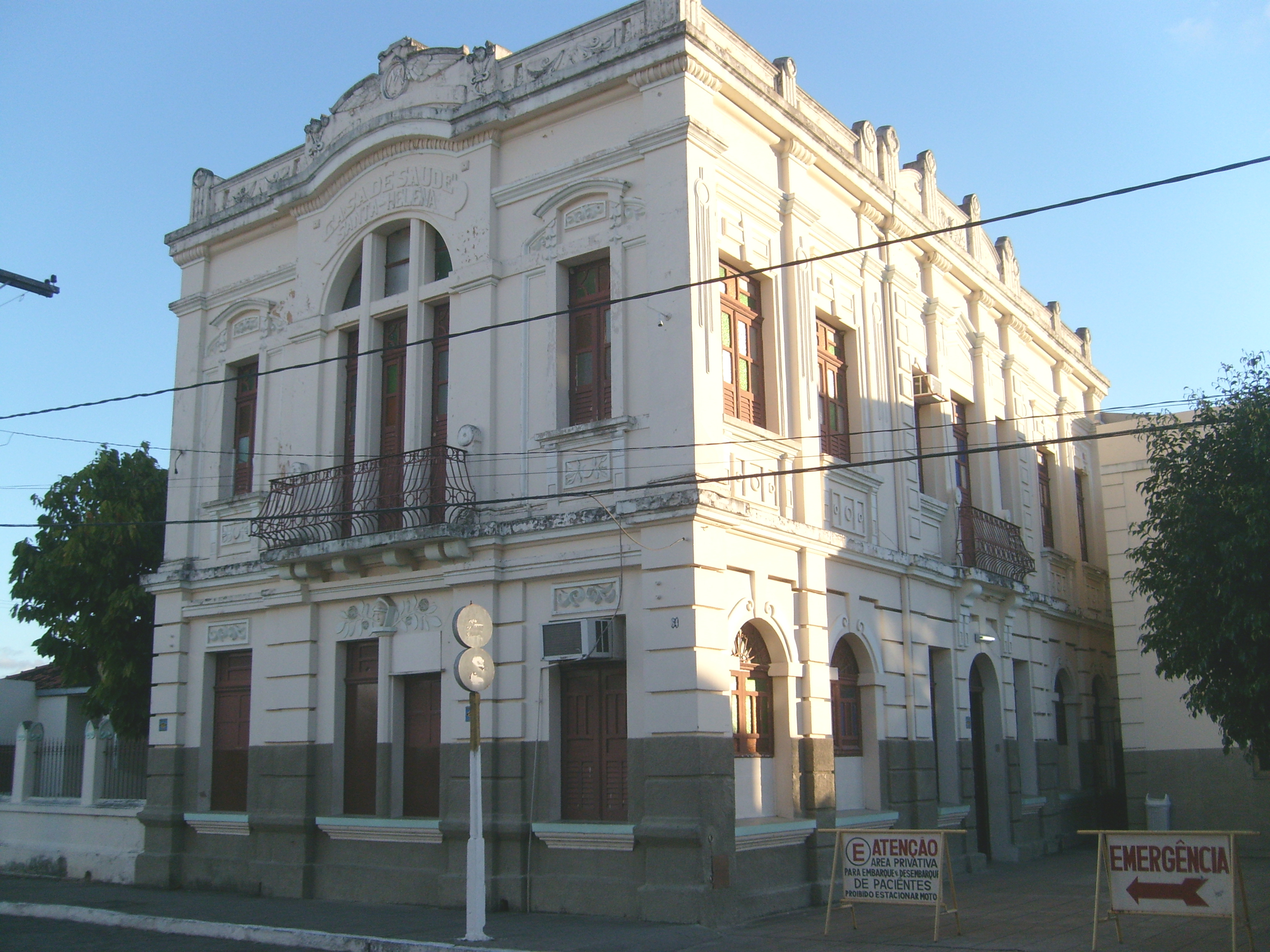
Edifici de Santa Helena.
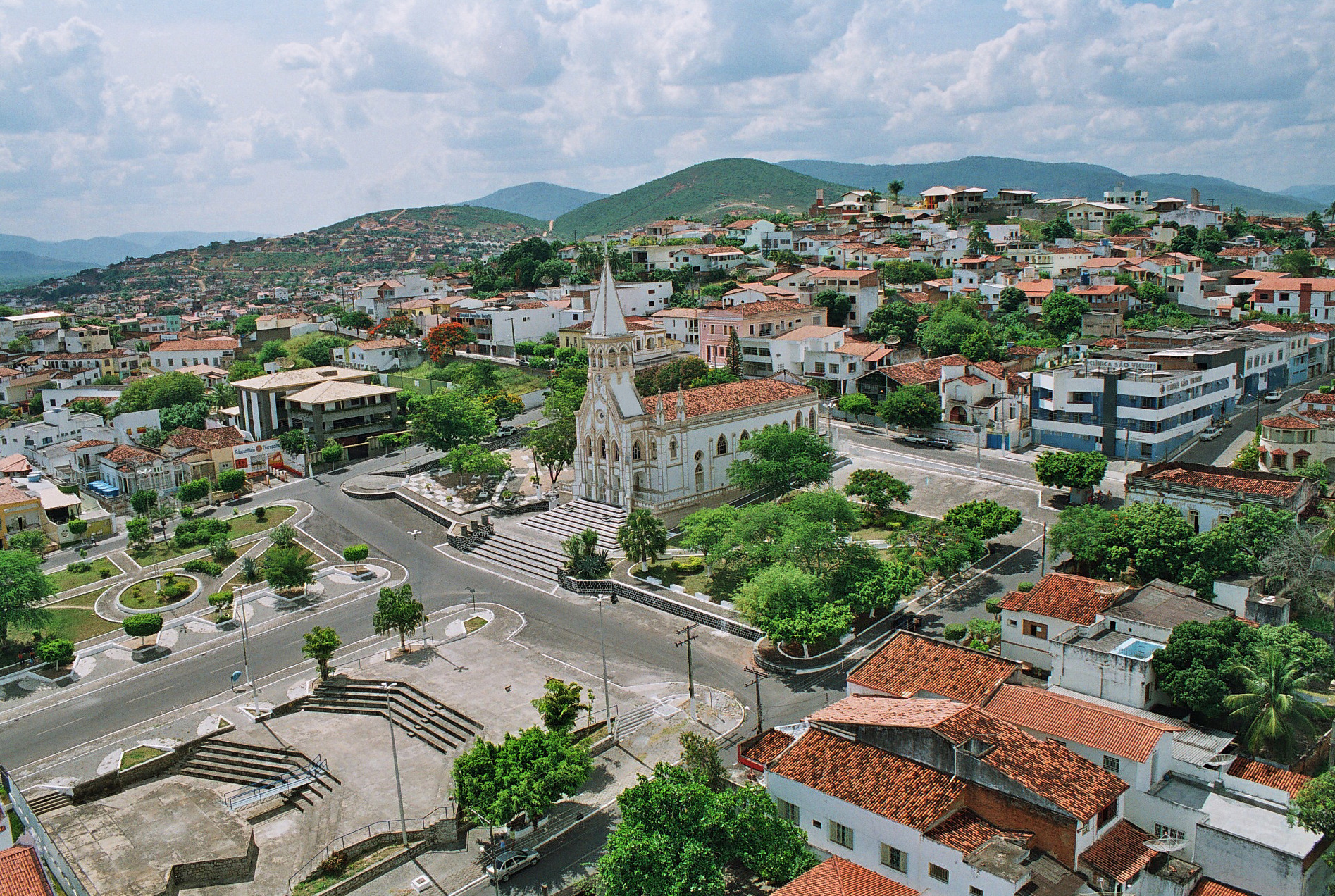
Vista de la ciutat del sol.
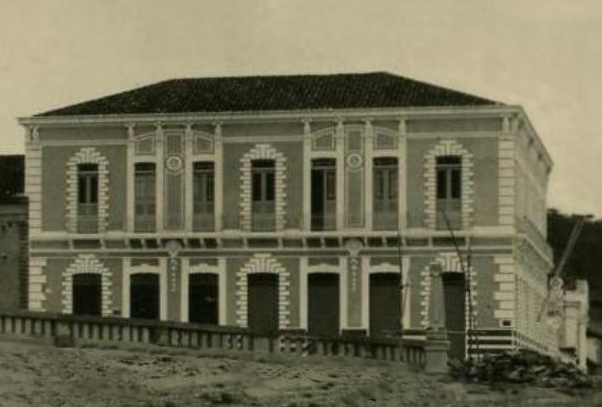
Edifici ja demolit que era un símbol de la colònia italiana a la ciutat.